# 領外婚姻税
領外婚姻税（りょうがいこんいんぜい）、またはフォルマリアージュ（フランス語: formariage）は、中世ヨーロッパにおける婚姻に課せられた税。
農奴が農奴以外の者と結婚するとき、または領主の領地以外に住む者と結婚するときに課される。領外婚姻は領民への支配権の錯綜を引き起こすため、厳しい制約を受けており、領外婚姻税もその一環だった。
この税金は農奴であるかどうかの指標とされ、13世紀の法律家は領外婚姻税以外に何の制限もなくてもそれだけで農奴を称するのに十分とした。しかし、領主の間で自由移動の協定が結ばれるなどもあって緩和され続け、16世紀には指標にならなくなった。
自由人と奴隷の結婚で生まれた子供は一般的には自由人とされたため、領主はより高い婚姻税を徴収した。奴隷制廃止運動は結婚の自由を重視することが多い。